# Ningishzida

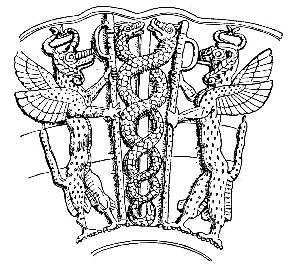
Particolare del vaso di Gudea, dedicato a Ningishzida (XXI secolo a.C. cronologia breve). Il caduceo viene interpretato come rappresentazione del dio stesso

Ningishzida (sumero: 𒀭𒎏𒄑𒍣𒁕 dnin-ǧiš-zid-da) è una divinità sumera dell'oltretomba. Il suo nome in Lingua sumera viene tradotto da Thorkild Jacobsen come "signore dell'albero buono". Viene a volte rappresentato come un serpente. Lagash conteneva un tempio dedicato a Ningishzida, e Gudea, patesi di Lagash nel XXI secolo a.C., era un suo devoto.

## Ruolo
Nella mitologia sumera appare nel mito di Adapa come uno dei due guardiani del palazzo celeste di An, assieme a Dumuzi. Il mito di Adapa cita Ningizzida e Tammuz (o Dumuzi) e fa riferimento al serpente come se fosse un maschio.

## Iconografia
A Ningishzida è associato il primo esempio conosciuto di simbolo costituito da serpenti avvolti attorno ad un bastone, che anticipa il caduceo di Ermes, il bastone di Asclepio e quello di Mosè di oltre un millennio.  Una rappresentazione di questo tipo si trova su un famoso vaso in steatite verde scolpito per re Gudea di Lagash, oggi nel museo del Louvre. L'iscrizione dedicatoria al dio recita: "Al dio Ningiszida, suo dio, Gudea, Ensi (governatore) di Lagash, per la promulgazione della sua vita, dedicò questo".
Anche per Uadjet ('la Verde'), la dea serpente del Basso Egitto del periodo pre-dinastico, esistevano rappresentazioni simili e più antiche, ma esse raffigurano un solo serpente. Il bastone poi era una canna di papiro.

## Genealogia
Ningishzida è a volte il figlio di Ninazu e Ningiridda, anche se il mito del viaggio di Ningishzida nell'oltretomba fa pensare che sia figlio di Ereshkigal. In base ad un'iscrizione ritrovata a Lagash, era figlio di An, il cielo.
Sua moglie era Azimua e sua sorella Amashilama. Era uno degli antenati di Gilgamesh.